# Nadine Hentschke
Nadine Hentschke (Rheinberg, 27 januari 1982) is een atleet uit Duitsland.
Op de Olympische Zomerspelen van Athene in 2004 nam Hentschke deel aan de 100 meter horden. Ze werd zesde in de eerste ronde in een tijd van 13.36 seconde.
Op de Europese indoorkampioenschappen in 2005 liep ze naar de zesde plaats in de finale op de 60 meter horden.
- Gemeinsame Normdatei: 18955388X
- World Athletics: 14277994
- Virtual International Authority File: 220749081
- WorldCat: E39PBJc7XqyjvFmJ4Xd3chVpyd